# اس‌اس بریتا (۱۹۰۸)
اس‌اس بریتا (۱۹۰۸) (به انگلیسی: SS Brita (1908)) یک کشتی بود که طول آن ۲۲۷ فوت ۴ اینچ (۶۹٫۲۹ متر) بود. این کشتی در سال ۱۹۰۸ ساخته شد.